# Azaxia luteilinea
Azaxia luteilinea är en fjärilsart som beskrevs av Druce 1904. Azaxia luteilinea ingår i släktet Azaxia och familjen tandspinnare. Inga underarter finns listade i Catalogue of Life.